# Амонајт
Ammonite (транскр. Амонајт), или чешће Ammonite Records (транскр. Амонајт рекордс), је српска независна издавачка кућа из Београда.

## Основни подаци
Амонајт је основан 2001. године и првобитно се бавио само дискографском активношћу.
Са објављивањем књига почео је 2006. године и у свој каталог увршћује референтна издања из области књижевности и публицистике.
Године 2014. Амонајт је покренуо и едицију винилних издања.
Од 2015. до 2018. године Амонајт је поседовао музички и видео студио. Овај студио се налазио на другом спрату зграде Југошпеда, у Булевару војводе Мишића бр. 10.

## Музичка издања
Напомена: Наведени су само албуми, мини-албуми и компилације.
- —  (2002)
- Спорт и реинкарнација — Најбоље од Сира!!! (2002)
- — Ко? (2002)
- Фото — Космос Србија (2002)
- —  (2002)
- —  (2002)
- —  (2002)
- —  (2003)
- —  (2003)
- —  (2003)
- —  (2003)
- —  (2004)
- — Роба (2004)
- Осми путник два — OPII (2004)
- Разни извођачи — Дефиниција (2005)
- —  (2005)
- Осми путник два — Крвави пир (2005)
- —  (2006)
- Нови закон — Без престанка (2006)
- —  (2006)
- Пресинг — Занос без снова (2006)
- БГ Култ — Испод маске (2006)
- Лутке — Фонтанела (2007)
- Осми путник два — Трећа софра (2007)
- Разни извођачи — Дефиниција 2 (2008)
- Нови закон — Реално и стално (2008)
- Драган Николић — Ситио (2008)
- —  (2008)
- Вентолин — Dreams & a Wake (2009)
- Фото — Синтеза (2009)
- —  (2009)
- —  (2009)
- Ика —  (2010)
- —  (2010)
- —  (2010)
- —  (2010)
- Вентолин — Homebound (2011)
- Разни извођачи — Maska Sessions (2011)
- — Испод површине (2012)
- Разни извођачи — Maska Sessions 2 (2013)
- Пресинг — Скривена планета - Најбоље од Пресинга (2013)
- —  (2013)
- &  — Hornsman Coyote & Soulcraft (2013)
- —  (2014)
- —  (2014)
- —  (2014)
- —  (2014)
- Осми путник два — Чаше не ломим руке ми крваве (2014)
- Лутке — Спирални снови (2014)
- —  (2014)
- —  (2015)
- Пресинг — Неурокрем (2015)
- Разни извођачи — English as a Second Language (2015)
- &  — Safe Planet (2015)
- —  (2015)
- Разни извођачи — Balkan Reggae Connection (2016)
- —  (2016)
- —  (2017)
- —  (2017)
- —  (2017)
- —  (2017)
- — Брда сна (2018)
- —  (2018)
- &  — Reggae on a Mission (2018)
- Петар Пан — Бежим одавде (2018)
- —  (2018)
- Игралом — Суноврат (2018)
- Планета Земља — Тајни свет (2018)
- Моно путник — Путем срца (2018)
- Глиб — Глиб (2019)
- — Бусола (2019)
- Глиб — Poor Man's Deluxe (2020)
- —  (2020)
- Вирвел — Жена са брадом, патуљак, идиот (2020)
- Немања — Tarot Funk (2020)
- Порто Морто — Портофон (2020)

## Књиге
- Владимир Краков — Краљ комараца (2006)
- Зоран Радовић — Морзеов дах (2014)
- Едвард Бернајз — Пропаганда (2015)
- Александар Гајић — Хероји и антихероји у популарној култури (2015)
- Горан Стојичић — Бесани (2016)
- Јелена Ћусловић — Снови за будне (2017)
- Ингрид Дивковић — Ј..е ли вас его? (2017)
- Маја Ђорђевић — Немоћ (2018)
- Александра Цимпл — Морена (2018)
- Александра Мијовић — Отпадници, случај први (2018)
- Регионална збирка прича Ноћ (2018)
- Славимир Футро — Девет (роман у илустрованим причама) (2018)
- Александар Бећић — Први чин (2018)
- Горан Стојичић — Случај Данил Хармс (2018)
- Јелена Ћусловић — Очи (2018)
- Сања Трифуновић Хибловић — Загрли себе и свој живот (2019)
- Данијела Вулићевић — Прстохват ничега (2019)
- Серафим Роуз — Нихилизам — корен револуције модерног доба (2019)
- Петра Соукупова — Под снегом (2019)